# Pulau Siantan
Pulau Siantan är en ö i Indonesien.   Den ligger i provinsen Kepulauan Riau, i den nordvästra delen av landet, 1 000 km norr om huvudstaden Jakarta. Arean är 107 kvadratkilometer.
Terrängen på Pulau Siantan är lite kuperad. Öns högsta punkt är 544 meter över havet. Den sträcker sig 17,7 kilometer i nord-sydlig riktning, och 10,7 kilometer i öst-västlig riktning.  I omgivningarna runt Pulau Siantan växer i huvudsak städsegrön lövskog.